# بیریکودار
بیریکودار (انگلیسی: Biricodar) دارویی در حال توسعه برای کمک به درمان بیماران سرطان تخمدان بود که هرگز به بازار عرضه نشد.